# Пары
Пары — река в России, протекает в Краснооктябрьском районе Нижегородской области. Устье реки находится в 52 км по правому берегу реки Пьяна. Длина реки составляет 38 км, площадь бассейна — 308 км².
Исток реки юго-западнее села Салганы в 25 км к юго-западу от райцентра, села Уразовка. Река течёт на северо-восток по безлесой местности, протекает деревни Мангушево, Ключищи и Красный Яр (в последней на реке плотина и запруда). В нижнем течении реки на правом берегу реки стоит село Уразовка, а напротив него деревни Антяровка и Кузьминка. Приток — ручей Сухой Пар (впадает в 6,9 км от устья по правому берегу у села Уразовка). Река Пары впадает в Пьяну на границе с Сергачским районом ниже села Акузово.

## Данные водного реестра
По данным государственного водного реестра России относится к Верхневолжскому бассейновому округу, водохозяйственный участок реки — Сура от устья реки Алатырь и до устья, речной подбассейн реки — Сура. Речной бассейн реки — (Верхняя) Волга до Куйбышевского водохранилища (без бассейна Оки).
По данным геоинформационной системы водохозяйственного районирования территории РФ, подготовленной Федеральным агентством водных ресурсов:
- Код водного объекта в государственном водном реестре — 08010500412110000040018
- Код по гидрологической изученности (ГИ) — 110004001
- Код бассейна — 08.01.05.004
- Номер тома по ГИ — 10
- Выпуск по ГИ — 0